# トルカル・デ・アンテケーラ
トルカル・デ・アンテケーラ (スペイン語: Torcal de Antequera)は、スペイン・アンダルシア州マラガ県アンテケーラ近郊のトルカル山地にある自然保護区。ヨーロッパ有数のカルスト地形で知られる。

## 地理
トルカル山地はアンテケーラ周辺とマラガ周辺を隔てる小規模な山地である。ペラーダ山地、トルカル・アルト、トルカル・バホ、タホス、ラデラスという地質学的領域に分けることができる。トルカル山地の最高峰は、トルカル・アルトにある標高1336mのカモーロ・デ・ラス・シエテ・メサスである。
ジュラ紀の石灰岩は約1億5000年前に形成され、今日の大西洋にあるカディス湾から地中海沿岸のアリカンテ県まで延びる回廊に蓄えられた。第三紀には当時の海底が標高1300m以上まで持ち上げられ、その結果としてアンダルシア地方では珍しい、平位な石灰岩の山地が形成された。その後、割け目・亀裂・窪みは侵食に利用され、石灰岩の塊の間に通路が形成された。
石灰岩地形を持つ多くの場所と同じく、トルカル自然保護区にも洞窟やその他の地下地形があり、新石器時代の遺物が発見されたトロ洞窟など、歴史的重要度の高い地下地形もある。これらの地下地形の形成には、雨水による石灰岩の溶解が関連している。

## 動植物

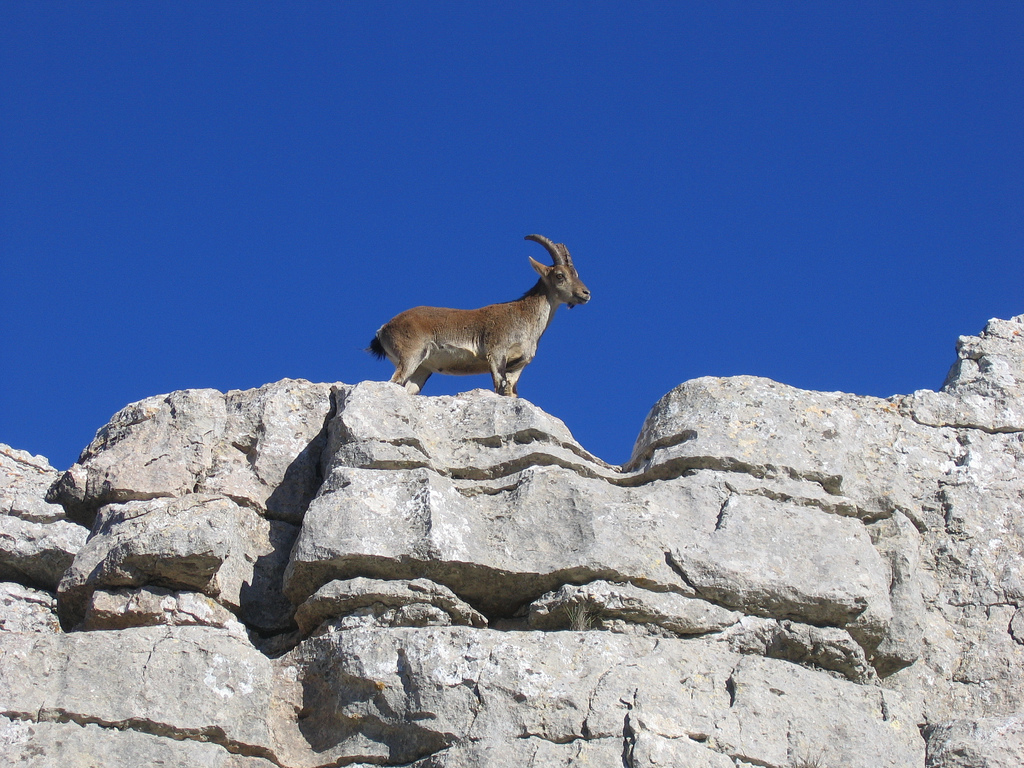
トルカル山地のスペインアイベックス

植物では、ユリ科、ボタン科、バラ科、30種のラン科の植物などが自生している。
爬虫類では固有種のモンペリエスネークやEyed Lizardなどが生息しており、鳥類では猛禽類のシロエリハゲワシなどが生息しており、哺乳類ではスペインアイベックス、アナグマ属、イタチ、ネズミ目などが生息している。

## 保護
1929年7月に自然環境保全地域となり、1978年10月に約17km2が自然保護区となった。2016年にトルコのイスタンブールで開催された第40回世界遺産委員会では、トルカル自然保護区を含むアンテケーラ近郊の支石墓遺跡群が「アンテケーラのドルメン遺跡」として世界遺産（文化遺産）に登録された。
アンテケーラに隣接するマラガ県ビリャヌエバ・デ・ラ・コンセプシオンからトルカル自然保護区に向かう舗装道路がある。自然保護区の駐車場には小さな土産物店と観光案内所がある。1.5キロメートル、2.5キロメートル、4.5キロメートルの3コースに分けられたハイキングコースがある。夏季と冬季は極端な気候のため、訪問者の大半は春季または秋季に訪れる。